# Милорад Павич
Милорад Павич (на сръбски: Милорад Павић или Milorad Pavić) е сръбски писател, драматург и поет, доктор по история на литературата, специалист по сръбска литература от 17-19 век и преподавател и гост професор в различни европейски университети.
Павич владее руски, немски и френски език и е преводач на Байрон и Пушкин. Член е на Сръбската академия за наука и изкуство и на Европейското дружество за култура (Société Européenne de Culture), не е партиен и е номиниран през 2004 година за Нобеловата награда за литература. Произведенията на Павич са преведени на над 80 езика по цял свят, като най-прочутата и най-коментирана творба остава романът му „Хазарски речник“ (1984).
През февруари 2006 г. Павич е удостоен и със званието доктор хонорис кауза на Софийския университет „Св. Климент Охридски“.
Негова съпруга е писателката и литературна критичка Ясмина Михайлович, с която живеят в родния му Белград. Писателят почива от инфаркт на 30 ноември 2009 г. в Белград на 80-годишна възраст.

## Произведения
- Палимпсести (1967) – „Палимпсести“
- Историја српске књижевности барокног доба (1970) – „История на сръбската литература от епохата на барока“
- Месечев камен (1971) – „Лунен камък“
- Гвоздена завеса (1973) – „Желязна завеса“
- Коњи светога Марка (1976) – „Конете на свети Марк“
- Руски хрт (1979) – „Борзой“
- Нове београдске приче (1981) – „Нови белградски разкази“
- Душе се купају последњи пут (1982) – „Душите се къпят за последен път“
- Хазарски речник (1984) – „Хазарски речник“, роман-лексикон в 100 000 думи
- Предео сликан чајем (1988) – „Пейзаж, рисуван с чай“
- Изврнута рукавица (1989) – „Обърнатата ръкавица“
- Кратка историја Београда (1990) – „Кратка история на Белград“
- Унутрашња страна ветра или роман о Хери и Леандру (1991) – „Вътрешната страна на вятъра“
- Позоришни јеловник за увек и дан више (1993) – „Театрално меню завинаги и ден отгоре“
- Последња љубав у Цариграду (1994) – „Последна любов в Цариград“
- Шешир од рибље коже. Љубавна прича (1996) – „Шапка от рибя кожа. Любовна история“
- Стаклени пуж. Приче са Интернета (1998) – „Стъкленият охлюв“
- Глинена армија (1999) – „Глинената армия“
- Кутија за писање (1999) – „Кутия за писане“
- Страшне љубавне приче (2000) – „Страшни любовни истории“
- Прича која је убила Емилију Кнор (2005) – „Приказката, която уби Емилия Кнор“
- Роман као држава и други огледи (2005) – „Романът като държава и други есета“
- Друго тело (2006) – „Другото тяло“

## Преводи на български език
- Хазарски речник, София, Народна култура, 1989; Агата-А, 1999, 2003, 2005.
- Последна любов в Цариград, София, Народна култура, 1998; София, Колибри, 2008.
- Стъкленият охлюв, София, Агата, 2000.
- Вътрешната страна на вятъра, София, Колибри, 2007.
- Пейзаж рисуван с чай, София, Алтера, 2009.
- Другото тяло, София, Колибри, 2009.
- Уникат, София, Колибри, 2009.
- Кутия за писане (интернет), Варна, LiterNet, 2002.
- Вратите на съня, София, Колибри, 2012.